# Cycas papuana
Cycas papuana es una especie de Cycadopsida del género Cycas, de la familia Cycadaceae, del orden Cycadales.

## Distribución
Cycas papuana se distribuye por Indonesia (Papua), Papua Nueva Guinea (Western).

## Taxonomía
Fue descrita científicamente por F.Muell.. Fue publicado por primera vez en F.Muell. In: Descr. Notes Papuan Pl. 4: 71-72. (1876).